# Raseteur

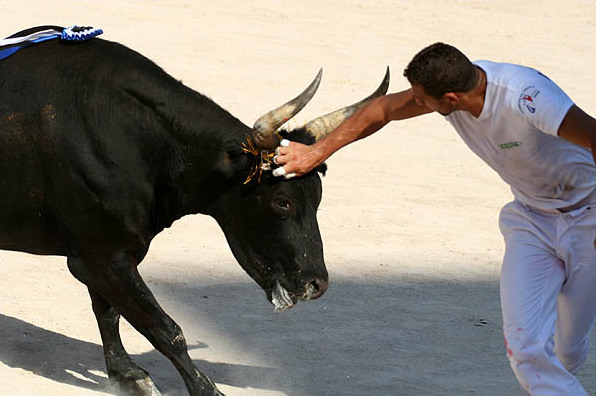
Cocardier et raseteur lors de la 75e Cocarde d'or.

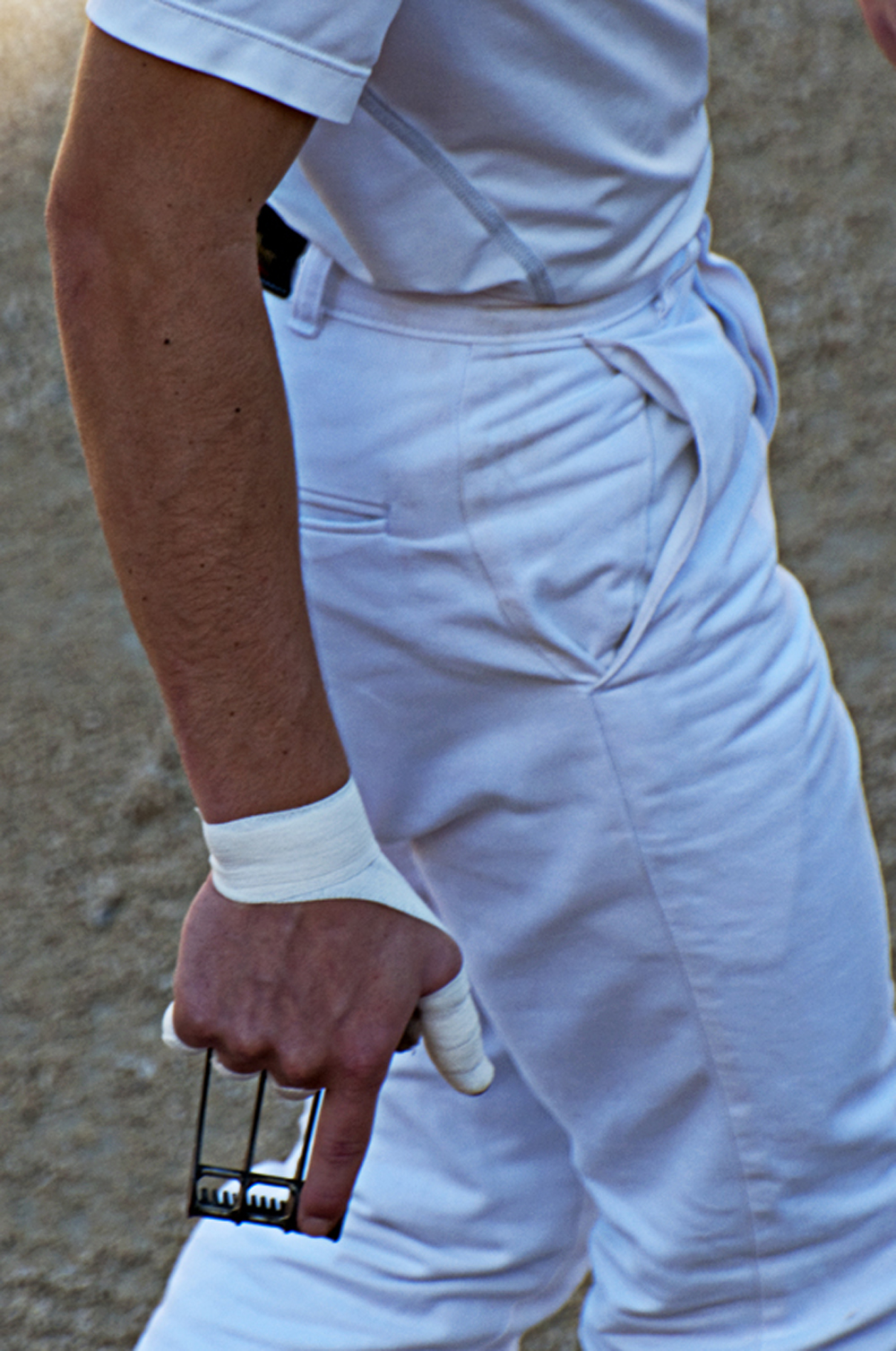
Raseteur muni de son crochet, prêt à défier le taureau.

Les raseteurs sont les principaux acteurs de la course camarguaise. Ils affrontent généralement à deux, trois ou plus, un animal appelé cocardier, taureau castré très vif et léger, auquel ils tentent d'enlever les attributs primés qui décorent sa tête. Ils effectuent un nombre de rasets très variés, qui leur permettent de déplacer l'animal. Ils sont assistés par des tourneurs.

## Histoire
Autrefois, les raseteurs se recrutaient parmi les ouvriers saisonniers ou les déclassés de la société rurale. Avec l'apparition des écoles taurines dans les années 1980, dans des zones jouxtant le pays de Bouvino, avec, aussi, la croissance des banlieues et le taux d'immigration, on trouve de plus en plus de jeunes raseteurs issus de famille immigrées. Certains se sont déjà fait un nom comme Sabri Allouani issu de l'école taurine de Vendargues. 

## Danger
Si la course camarguaise présente moins de danger pour l'homme que la corrida, il n'en reste pas moins qu'il peut y avoir des blessures, ce sport se pratiquant à un très haut niveau.
Au XIXe siècle, il y a eu des morts parmi les raseteurs à la suite d'un apport de sang espagnol dans la race camarguaise. Ce fut le cas de Rossi, tué dans les arènes d'Arles en 1883 par « Boucabèu », de la manade de Joseph Yonnet. En 1886, Louis Robert mourut sous les cornes de « Méfiez-vous » à Nîmes. Ce qui amena à recodifier la « course libre » et l'on préconisa un retour à la sélection de taureaux de Camargue.
En 2020, lors d'une course libre pour les jeunes raseteurs de la Ligue taurine d'Occitanie-Pyrénées-Méditerranée, un élève raseteur, Kevin Bruguiere, est décédé suites de ses blessures après avoir heurté un taureau.

## Le sportif
Le raseteur est d'abord un sportif qui s'entraîne principalement dans les écoles taurines comme l'école des raseteurs d'Arles, ou celle de Saint-Rémy-de-Provence , celle de Lunel . On peut encore citer l'école taurine de Vendargues dont est sorti le champion Sabri Allouani. Bien entraîné, le raseteur doit être rapide à la course et capable de feintes pour tromper la vigilance du cocardier très mobile.
Les raseteurs portent une tenue blanche : tricot, pantalon et chaussures de sport, certains sont prévus au programme, d'autres se présentent librement. Le maximum est de seize raseteurs par course. Leur nom est écrit en noir dans le dos de leur tricot.
C'est au début du vingtième siècle que le marquis de Baroncelli imposa un costume blanc lors de la création de la confrérie pour plus d'unité et de cachet. Les raseteurs étant précédemment habillés comme ils le souhaitaient. Le pantalon blanc est en toile blanche résistante et solide en 100% coton, elle doit résister à l'usure tout en étant confortable durant l'effort. 
On n'acclame jamais les raseteurs mais uniquement l'animal. Ils sont répartis en droitiers ou gauchers selon la main dans laquelle ils tiennent leur crochet. Lorsqu'ils appellent le taureau, on emploie le même terme que dans la corrida classique : il cite l'animal en courant.